# Turnera chamaedrifolia
Turnera chamaedrifolia es una especie de planta fanerógama perteneciente a la familia Turneraceae. Es originaria de  Brasil. 

## Taxonomía
Turnera chamaedrifolia fue descrita por Jacques Cambessèdes y publicado en Flora Brasiliae Meridionalis (quarto ed.) 2(16): 221, pl. 122. 1829[1830].
Etimología
Turnera: nombre genérico que fue otorgado en honor del naturalista inglés William Turner (1508-1568).
chamaedrifolia: epíteto latíno que significa "con las hojas de Chamaedrys"